# Babna Polica
Babna Polica je naselje v Občini Loška dolina.